# 33. Nemzetközi Matematikai Diákolimpia
A 33. Nemzetközi Matematikai Diákolimpiát (1992) Oroszországban, Moszkvában rendezték. Ötvenhat hivatalosan részt vevő ország; háromszázhuszonkét hivatalos versenyzője vett részt az olimpián.

,,Sok vitára adott alkalmat a meghívottak köre: Oroszország csapatán kívül a Független Államok Közössége néven is indult egy csapat; a szovjet utódállamok is indítottak csapatokat, de ezek részvételéhez csak versenyen kívül járultak hozzá." – írja a Reiman István – Dobos Sándor: Nemzetközi Matematikai Diákolimpiák 1959-2003 Typotex 2003, Budapest (54 p.) (ISBN 963-9548-04-9)

A nem hivatalos résztvevő nyolc országnak huszonnyolc versenyzője volt.
Ebből következik, hogy a nem hivatalos országok közötti pontversenybe sem mindenki számította be az eredményeiket. (A lenti táblázat tartalmazza az ún. versenyen kívül indulókat is!)

A magyar csapat egy arany-, három ezüst- és egy bronzérmet szerzett, ezzel Japánnal holtversenyben, 8-9. lett az országok közötti pontversenyben.

(Az elérhető maximális pontszám: 6×42=252 pont volt)

## Országok eredményei pont szerint
|     | Ország                      | Pont | Arany | Ezüst | Bronz |
| --- | --------------------------- | ---- | ----- | ----- | ----- |
| 1.  | Kína                        | 240  | 6     | 0     | 0     |
| 2.  | Egyesült Államok            | 181  | 3     | 3     | 0     |
| 3.  | Románia                     | 177  | 2     | 2     | 2     |
| 4.  | Független Államok Közössége | 176  | 2     | 3     | 0     |
| 5.  | Egyesült Királyság          | 168  | 2     | 2     | 2     |
| 6.  | Oroszország                 | 158  | 2     | 2     | 2     |
| 7.  | Németország                 | 149  | 0     | 4     | 2     |
| 8.  | Magyarország                | 142  | 1     | 3     | 1     |
|     | Japán                       | 142  | 1     | 2     | 1     |
| 10. | Franciaország               | 139  | 1     | 3     | 1     |
|     | Vietnám                     | 139  | 1     | 2     | 3     |
| 12. | Jugoszlávia                 | 136  | 0     | 2     | 4     |
| 13. | Csehszlovákia               | 134  | 0     | 2     | 3     |
| 14. | Irán                        | 133  | 0     | 3     | 2     |
| 15. | Bulgária                    | 127  | 1     | 1     | 3     |
| 16. | Észak-Korea                 | 126  | 0     | 3     | 2     |
| 17. | Tajvan                      | 124  | 0     | 3     | 2     |
| 18. | Dél-Korea                   | 122  | 1     | 0     | 4     |
| 19. | Ausztrália                  | 118  | 1     | 1     | 2     |
| 20. | Izrael                      | 108  | 0     | 2     | 2     |
| 21. | India                       | 107  | 0     | 1     | 4     |
| 22. | Kanada                      | 105  | 1     | 0     | 3     |
| 23. | Belgium                     | 100  | 0     | 1     | 2     |
|     | Ukrajna*                    | 93   | 0     | 0     | 0     |
| 24. | Lengyelország               | 90   | 0     | 1     | 3     |
|     | Svédország                  | 90   | 0     | 2     | 0     |

* versenyen kívül: 4 fővel

## A magyar csapat
A magyar csapat tagjai voltak:
| Név                    | Évfolyam | Iskola                                     | Város    | Díj   |
| ---------------------- | -------- | ------------------------------------------ | -------- | ----- |
| Pór Attila             | IV. o.   | Fazekas Mihály Fővárosi Gyakorló Gimnázium | Budapest | Arany |
| Lakos Gyula            | IV. o.   | Fazekas Mihály Fővárosi Gyakorló Gimnázium | Budapest | Ezüst |
| Szendrői Balázs        | IV. o.   | Fazekas Mihály Fővárosi Gyakorló Gimnázium | Budapest | Ezüst |
| Ujváry-Menyhárt Zoltán | IV. o.   | Fazekas Mihály Fővárosi Gyakorló Gimnázium | Budapest | Ezüst |
| Faragó Gergely         | III. o.  | Fazekas Mihály Fővárosi Gyakorló Gimnázium | Budapest | Bronz |
| Kálmán Tamás           | III. o.  | Fazekas Mihály Fővárosi Gyakorló Gimnázium | Budapest |       |

A csapat vezetője Pelikán József volt.